# Население Непала
Население Непала — состав жителей, населяющих территорию Непала. На 1 января 2016 года в стране насчитывалось 28 982 771 постоянных жителей, по этому показателю страна занимает сорок восьмое место в мире по численности населения.

## Общие данные
- Численность населения — 30 430 267 чел (оценка на 2014 год)
- Годовой прирост — 1,4 % (фертильность — 2,5 рождений на женщину)
- Средняя продолжительность жизни — 64,6 года у мужчин, 67 лет у женщин
- Заражённость ВИЧ — 0,5 % (оценка на 2007 год)
- Городское население — 17 %
- Грамотность — 62,7 % мужчин, 34,9 % женщин (по переписи 2001 года)

В культурно-этническом отношении Непал представляет собой смешение около сотни народностей и каст. Границы каст, как правило, прозрачные, а принадлежность к тем или иным кастам зависит ещё от принятой традиции наблюдателя. Население Непала говорит на семидесяти разных языках и диалектах.

## Численность
В 1930-х его численность населения Непала составляла около 5,6 млн. чел., по переписи 1961 — 9,4 млн. чел., по переписи 1971 — 11,56 млн. чел., по переписи 1991 — 18,5 млн. чел, в 2013 — 30 млн. чел. Впоследствии численность начала падать. Сейчас в стране проживает 28 982 771 человек.

## Этнический состав
Народы Непала являются носителями преимущественно языков сино-тибетской (тибето-бирманская группа) и индоевропейской языковых семей.
В Непале проживает более 60 народностей. Более половины населения страны составляют непальцы (непали), которые в основном проживают в долине Катманду.
На западе сосредоточены этносы гурунги (1,5%) и магары (2,2%). Представители народов неварцы (3,4%), лимбу (2,4%), раи (2%), сунвари и таманги (4,9%) в большинстве своём проживают на востоке Непала. Юг населяют индоарийские народы, такие как майтхили (11,5%) и бходжпури (7%) (бихарцы), а также хиндустанцы и бенгальцы.
Немало народностей являются беженцами, завоевателями или переселенцами. Так, народность бахуны около 1300 года бежала в Непал с юга от мусульманского вторжения, а народность шерпы примерно 500 лет назад бежала с севера от монголов.
Сведения о наиболее крупных народностях Непала собраны в следующей таблице:
| Народность    | Процент по отношению к населению | Основное место обитания            | языковая группа                |
| ------------- | -------------------------------- | ---------------------------------- | ------------------------------ |
| Непальцы      | 46 %                             | по всей территории                 | индоевропейцы                  |
| Чхетри        | 12,8 %                           | по всей территории                 | индоевропейцы, тибето-бирманцы |
| Горные Бахуны | 12,7 %                           | по всей территории                 | индоевропейцы                  |
| Магары        | 7,1 %                            | средне-западные горы               | тибето-бирманцы                |
| Тхару         | 6,8 %                            | западные тераи                     | индоевропейцы                  |
| Таманги       | 5,6 %                            | долина Катманду и центральные горы | тибето-бирманцы                |
| Невари        | 5,5 %                            | долина Катманду                    | тибето-бирманцы                |

## Языки
В Непале говорят на 70 различных языках и диалектах. Самый распространённый язык, непали (гуркхали, горкхали или кхаскура), носит статус официального. Другие распространённые языки: майтхили (12,4 %), бходжпури (7,6 %), тхару (5,9 %), таманг (5,2 %), невари (3,6 %) и магары (3,4 %).

## Религия
Индуизм — наиболее распространённая религия Непала, исповедуемая 86,2% населения. 7,8% населения придерживается буддизма. Большая часть буддистов — приверженцы ламаистской разновидности махаяны (северной ветви буддизма). В стране насчитывается 3,8% мусульман. Присутствует и последователи христианства (2%). Этносы тибетско-гималайской группы исповедуют традиционные верования.

## Кастовая система
Непальская кастовая система развивалась параллельно с индийской. Известно, что исторический Будда Гаутама Сиддхарта (род. 563 до н. э.) принадлежал к варне Кшатриев — варне воинов. Особенно возросло индийское влияние в Непале во время династии Гуптов (320—500); Непал тогда имел статус «соседского королевства», однако подчинённого Самудрагупте.
Позднее, с X века, многие индуисты (а также многочисленные Брахманы) переселялись из Индии в Непал, преимущественно спасаясь от арабского вторжения и внедрения ислама, особенно из северо-восточной Индии. При этом беженцы стремились сохранить исходную культуру и ритуалы.
Чтобы понять непальские кастовые отношения, рассмотрим схематически различные кастовые системы.
Классическая индуистская модель кастовой иерархии
Непальская кастовая система с точки зрения Бахунов и Чхетри
Каста неприкасаемых составляет в Непале около 7 процентов населения.
Кастовая система с точки зрения Невари
Исповедующие индуизм Невари, заселяющие исключительно долину Катманду, используют следующую кастовую систему, частично перенятую от неваров-буддистов. Однако кастовая система в общинах Невари не имеет такого значения, как у других народов.
На диаграмме вверху показаны касты по представлениям невари-индуистов, а внизу — невари-буддистов.
Мнение большинства по поводу кастовой системы
Большинство, в которое входят либеральные бахуны и чхетри и народы без собственных кастовых систем, рассматривают следующую иерархию, значимую для религиозного ритуала:
На практике случается, что принадлежность к кастам связывают с материальным благополучием, то есть бедных причисляют к неприкасаемым, а богатых — к высшим кастам. Это приводит к тому, что иностранцы европейского происхождения, которые не индуисты, и должны поэтому причисляться к неприкасаемым, причисляются к высшим кастам, однако, когда речь идёт об отношениях, связанных с ритуальными действиями, с ними обходятся как с неприкасаемыми. В частности, речь идёт о ритуалах, связанных с водой и приготовлением риса.